# Енермучаш (Совєтський район)
Енермуча́ш (рос. Энермучаш, марій. Эҥермучаш) — присілок у складі Совєтського району Марій Ел, Росія. Входить до складу Верх-Ушнурського сільського поселення.

## Населення
Населення — 39 осіб (2010; 43 у 2002).
Національний склад (станом на 2002 рік):
- марі — 100 %